# 川流不息
《川流不息》（日语：／ Kawa no nagare noyōni），是一首由日本歌手美空雲雀主唱的歌曲，於1989年1月11日公開發表，本曲是美空雲雀生前最後一首發表的單曲，同時也被譽為最能代表她的作品。歌詞由當年只有30歲的秋元康撰寫，見岳章作曲、龍崎孝路負責編曲。在這首歌曲發表數個月之後，美空雲雀於同年6月24日病逝。
截止2013年，總銷售量超過150萬張，在她所有發行的單曲唱片中排名第2。即使現在於Oricon中，《川流不息》一直都高據美空雲雀單曲集中最暢銷的地位。
1998年，當她逝世十周年紀念時，NHK舉辦了「美空雲雀最好的三十首歌」意向投票，結果《川流不息》以絕對姿態獲得最多人投票選擇。及後，NHK再舉行了名為「二十世紀日本之歌」的公開提名及投票活動，最終《川流不息》再一次獲得了公選第1名，比排第2位的山口百惠《啟程的好日子》（いい日旅立ち）多5千多票。
曾翻唱過此曲的歌手多不勝數，由年青歌手到資歷豐富的皆有，亦多次被其他歌手於NHK紅白歌合戰中選唱。2002年，三大男高音杜鳴高、與於日本横濱市舉行的露天演唱會中，亦有演唱此曲。而曾在日本紅極一時的中國中樂組合「女子十二樂坊」，2004年於日本武道館舉行演奏會時，也有彈奏此曲，足見此曲在日本人心目中的地位非常崇高。台灣歌手江美琪也曾經在2000年將這首歌翻唱成中文歌《雙手的溫柔》。

## 大碟內容
本曲先後共發行過7次：

### 首次發行（1989年版）
- 發行日期：1989年1月11日
- 曲目：

- 1. 川流不息（川の流れのように）
- 2. 驚訝（あきれたね）

- 兩首樂曲均為秋元康作詞、見岳章作曲、龍崎孝路編曲

### 1991年版
- 發行日期：1991年7月21日
- 曲目：

- 1. 川流不息
- 2. 後窗（裏窓）

- 高橋廣雄作詞、弦哲也作曲、龍崎孝路編曲，過往未曾出版

### 1998年版
- 發行日期：1998年5月29日
- 曲目：

- 1. 川流不息
- 2. 歌之里（歌の里）

- 小澤不二夫（小沢ソウ）作詞、船村徹作曲及編曲

### 2000年版
- 發行日期：2000年3月17日
- 曲目：

- 1. 川流不息2000

- 編曲改由久石讓負責，美空雲雀的歌聲則以混音技術套入音樂中。

- 2. 川流不息（原版）

### 2000年版（其他歌手翻唱版本）
- 發行日期：2000年7月20日，副標題為「向美空雲雀致敬」
- 曲目：

全碟共15首，頭14首均為其他歌手翻唱美空雲雀的歌曲，最後一首為本曲，同樣採用混音技術將美空雲雀的歌聲融合於其他歌手內。
- 15. 川流不息

有份灌錄本曲的歌手有：泉谷茂、宇崎龍童、杏子、五島良子、佐田雅志、篠原友惠、谷村新司、中西圭三、南高節、森山良子

### 2003年版
- 發行日期：2003年8月20日
- 曲目：

- 1. 川流不息
- 2. 愛燦燦（1986年）

- 小椋佳作詞及作曲、若草惠編曲

- 3. 川流不息（卡啦OK版本）
- 4. 愛燦燦（卡啦OK版本）

### 2008年版
- 發行日期：2008年4月23日
- 曲目：

- 1. 川流不息
- 2. 愛燦燦（1986年）

- 小椋佳作詞及作曲、若草惠編曲

- 3. 人生一路（1970年）

- 石本美由起作詞、加藤哲也作曲、佐伯亮編曲。其中加藤哲也是美空雲雀的親弟弟。

- 4. 川流不息（卡啦OK版本）
- 5. 愛燦燦（卡啦OK版本）
- 6. 人生一路（卡啦OK版本）

## NHK紅白歌合戰
美空雲雀於生前並未曾在NHK紅白歌合戰中演唱過此曲，倒是她過世後由其他歌手翻唱，當中包括有日籍韓裔歌手金蓮子（第45回）、天童芳美（第50回及第56回）及島津亞矢（第67回）。